# Liophis mossoroensis
Liophis mossoroensis là một loài rắn trong họ Rắn nước. Loài này được Hoge & Lima-Verde mô tả khoa học đầu tiên năm 1973.